# 139-es busz (Kecskemét)
A kecskeméti 139-es jelzésű autóbusz a Vasútállomás és a kecskeméti Mercedes-gyár között közlekedik. A viszonylatot a Kecskeméti Közlekedési Központ megrendelésére az Inter Tan-Ker Zrt. üzemelteti.

## Története
Kialakítása a Mercedes-Benz autógyár miatt vált szükségessé, miután Kecskemét városa sikeresen megépíttette a gyárhoz vezető utat. Az út végül Gottlieb Daimlerről kapta a nevét, ami azért különleges, mert a Daimler gyáraihoz vezető utakat általában a Mercedesről nevezik el. 
A viszonylat eleinte csak napi 5 járatpárral üzemelt, hétvégén - a Mercedes-gyár megnyitásáig - egyelőre nem közlekedett több autóbusz. Kecskemét Város Polgármesterének döntése értelmében további járatokat indítottak 2011. május 1-jétől.
A 2D viszonylat mellett az 1D, a 12D, a 14D, a 13D és a 15D, valamint a 21D jelzésű autóbuszok közlekednek a Mercedes-gyár irányában, valamint a 2S jelzésű autóbuszok útvonala halad a gyárhoz közel.

## Útvonala
| Daimler I. kapu felé | Vasútállomás felé |
| --- | --- |
| Vasútállomás vá. – Kodály Zoltán tér – Rákóczi út – Koháry István körút – Hornyik János körút – Széchenyi tér – Szilády Károly körút – Kölcsey utca – Dobó István körút – Batthyány utca – Halasi út – Mindszenti körút – Matkói út – Szent László körút – Búzakalász utca – – Kiskunfélegyházai út – Mercedes út – Daimler I. kapu vá. | Daimler I. kapu vá. – Mercedes út – Kiskunfélegyházai út – (– Daimler út – SMP, forduló – Daimler út –) Búzakalász utca – Szent László körút – Halasi út – Batthyány utca – Katona József tér – Csányi János körút – Rákóczi út – Kodály Zoltán tér – Vasútállomás vá. |

## Megállóhelyei
Az átszállási kapcsolatok között az azonos útvonalon közlekedő 2-es, 2A és 2S buszok nincsenek feltüntetve.
| 0 | Vasútállomás végállomás     | 27 | 21 | 1, 7, 7C, 12D, 15, 19, 21, 21D, 22, 25, 32 Helyközi buszok Távolsági járatok S210 S220 sebesvonat, gyorsvonat, InterRégió, IC, expresszvonat Bethlen körút: 18, 20H, 22, 23, 23A |
| 2 | Cifrapalota                 | 25 | 19 | 1, 4, 4A, 4C, 7, 7C, 12, 15, 18, 19, 20H, 23, 23A, 32 Helyközi buszok |
| ∫ | Katona József Színház       | 23 | 17 | 1, 3, 3A, 4, 4A, 4C, 6, 7, 7C, 11, 11A, 12, 13, 13K, 15, 18, 19, 20H, 23, 23A, 28, 32 Helyközi buszok                                                                            |
| 4 | Piaristák tere              | ∫  | ∫  | 1, 7, 7C, 9, 11, 11A, 15, 16, 19, 32, 169, 916 Helyközi buszok |
| 6 | Széchenyi tér               | ∫  | ∫  | 3, 3A, 4, 4A, 4C, 5, 6, 7, 7C, 9, 10, 11, 11A, 12, 13, 13D, 13K, 14, 16, 18, 20, 20H, 23, 23A, 28, 29, 34A, 169, 916                                                             |
| 8 | Dobó körút                  | ∫  | ∫  | 1, 4, 4A, 4C, 6, 7, 7C, 11, 11A, 13, 13D, 13K, 15, 19, 28, 32 Helyközi buszok |
| 10 | Rávágy tér                  | 21 | 15 | 6, 14D, 21, 28, 32 Helyközi buszok |
| 11 | Mátis utca                  | 20 | 14 | 32 Helyközi buszok S210 (Kecskemét alsó) |
| 13 | Halasi úti Felüljáró        | 18 | 12 | 32 Helyközi buszok |
| ∫ | Csókás utca                 | 17 | 11 | 32 Helyközi buszok |
| ∫ | Damjanich iskola            | 16 | 10 | 32 Helyközi buszok |
| 14 | Matkói út                   | ∫  | ∫  | |
| 15 | Phoenix Pharma              | ∫  | ∫  | |
| 16 | Sanyó Presszó               | 14 | 8  | |
| 17 | Szövetség utca              | 13 | 7  | |
| 18 | Gokart Stadion              | 12 | 6  | |
| 19 | Búzakalász utca             | 11 | 5  | |
| Bizonyos Vasútállomás irányú indulások gyorsjáratként, a Mercedes üzem környékének bejárása nélkül közlekednek. |                             |    |    | |
| ∫ | Tanüzem                     | 10 | ∫  | 1D |
| ∫ | Mercedes II. kapu           | 9  | ∫  | 1D |
| ∫ | Mercedes IV. kapu           | 8  | ∫  | |
| ∫ | Mercedes IV. kapu bejáró út | 7  | ∫  | 1D |
| ∫ | SMP                         | 6  | ∫  | 1D |
| ∫ | Mercedes IV. kapu bejáró út | 5  | ∫  | 1D |
| ∫ | Mercedes II. kapu           | 4  | ∫  | 1D |
| ∫ | Tanüzem                     | 3  | ∫  | 1D |
| 24 | Daimler I. kapu végállomás  | 0  | 0  | 1D, 12D, 14D, 15D, 21D Helyközi buszok |